# Nanyuki
Nanyuki is de hoofdstad van het district Laikipia in de Keniaanse provincie Bonde la Ufa ten noordwesten van Mount Kenya aan de A2 en aan het einde van de spoorlijn. In Nanyuki bevindt zicht de thuishaven van de Kenya Air Force. Het Britse leger heeft er ook een basis, waar het jaarlijks traint op Mount Kenya en in gebieden ten noorden van Nanyuki.

## Geschiedenis
De stad is in 1907 gesticht door Britse kolonisten, van wie de afstammelingen nog altijd in Nanyuki wonen. 

## Economie
De meeste inwoners verdienen hun geld met handel. Winkels in de stad bevoorraden vele boerderijen, ranches en parken in de omgeving. Oorspronkelijk waren de vele winkels eigendom van Indiërs, die nog altijd een groot deel van de bevolking vormen. De term "Indian" wordt in Kenia gebruikt voor de afstammelingen van arbeiders die uit het huidige India en Pakistan kwamen.
Klimmers en rugzaktoeristen bezoeken Nanyuki op weg naar Mount Kenya. Nanyuki heeft veel hotels, waarvan Mount Kenya Safari Club en Sportsman's Arms Hotel de bekendste zijn. Andere hotels zijn Lion's Court, Equatorial Hotel, Mount Kenya Paradise Hotel en Joskaki Hotel. Het oudste restaurant van de stad is Marina dat nog altijd vrij populair is. Enkele jaren geleden is er een restaurant geopend ten zuiden van Nanyuki in een grote boom. De naam hiervan is "Trout Tree Restaurant" en het voornaamste gerecht is forel op verschillende manieren bereid. Men kan ook een bezoek brengen bij de forellenfokkerij aan de voet van de boom.
Er is geen noemenswaardige industrie in Nanyuki. Vroeger was er een textielfabriek, Nanyuki Textile Mills. Het Britse management verslechterde door de jaren wat heeft bijgedragen aan het faillissement in 1978. Jaren later werd de fabriek gekocht door een Indische inwoner van Nanyuki. Er zijn ook zagerijen in Nanyuki. Door het totale kapverbod op Mount Kenya hebben ze een moeilijk bestaan.
Het drinkwater van Nanyuki behoort tot het schoonste van Kenia, want het wordt gewonnen uit water van twee rivieren die hun bron op Mount Kenya hebben. 

## Bezienswaardigheden
Toeristen kunnen een bezoek brengen aan een aantal parken en reservaten in de buurt. De meest voor de hand liggende is Mount Kenya National Park. Andere zijn Sweetwaters Game Reserve, Lewa Wildlife Conservancy, Samburu National Reserve en Shaba National Reserve.

## Onderwijs
Academische instellingen in Nanyuki zijn:
- Braeburn Nanyuki International School
- Nanyuki High School
- Brickwoods High School
- Nanyuki Primary School
- Nkando Primary school
- andere

Ook is de stad het hoofdkwartier van de jongerenorganisatie Kenayodemo.

## Vervoer
Nanyuki kan worden bereikt via de lucht. De luchthaven ligt 6,5 km ten zuiden van de stad en wordt bevlogen door lichte vliegtuigen. Er is een lijndienst door Air Kenya, Safarilink en Fly540. Dit is zeer praktisch voor zakenmensen vanwege de slechte staat van de weg vanaf Nairobi.

## Galerij

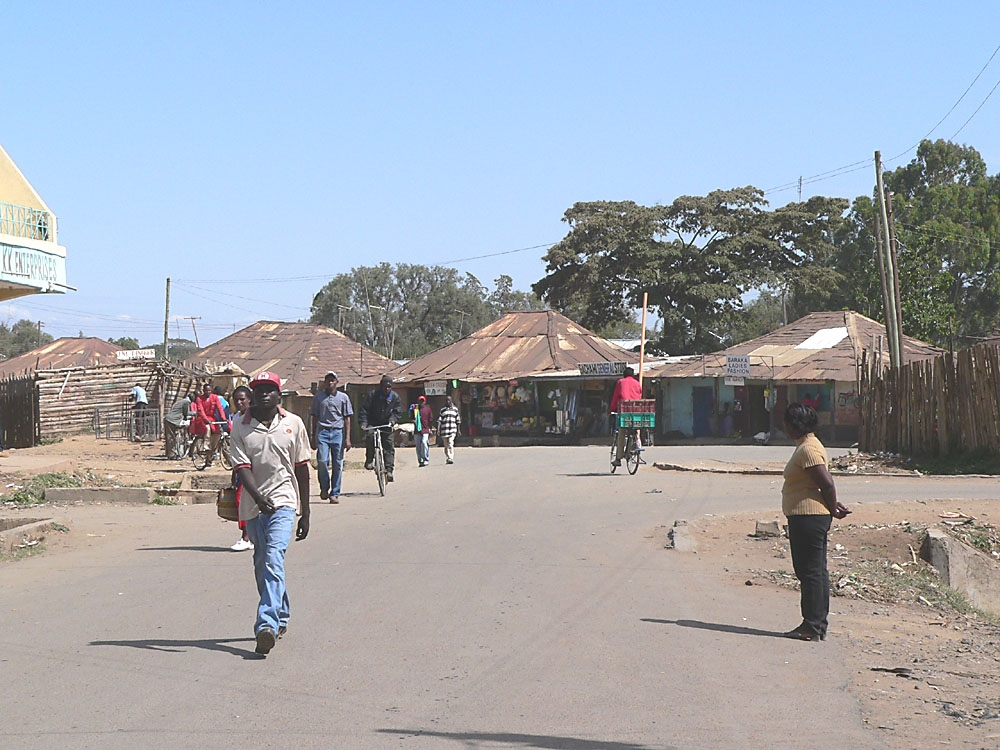
Majengo-kwartier
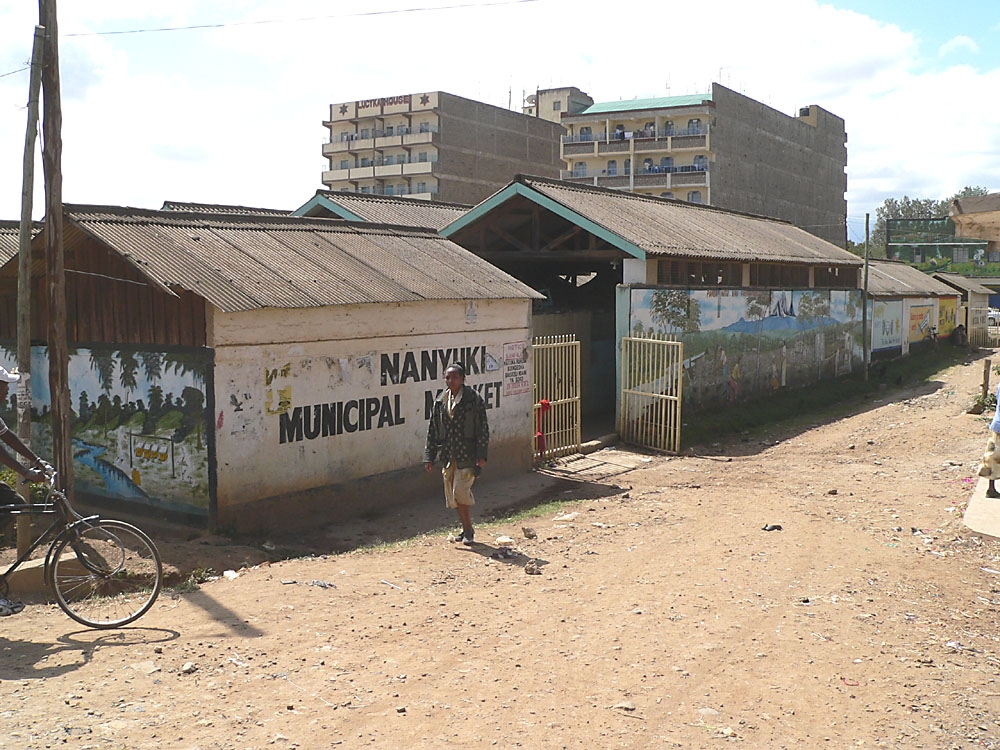
Plaatselijke markt
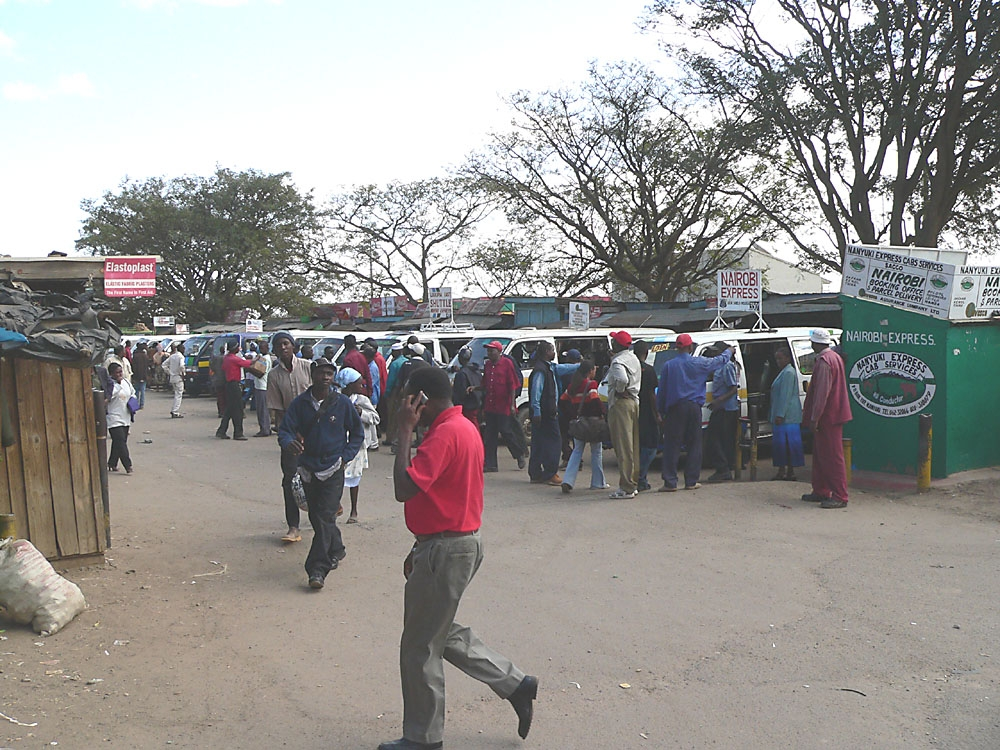
Matatu stage (busstation)
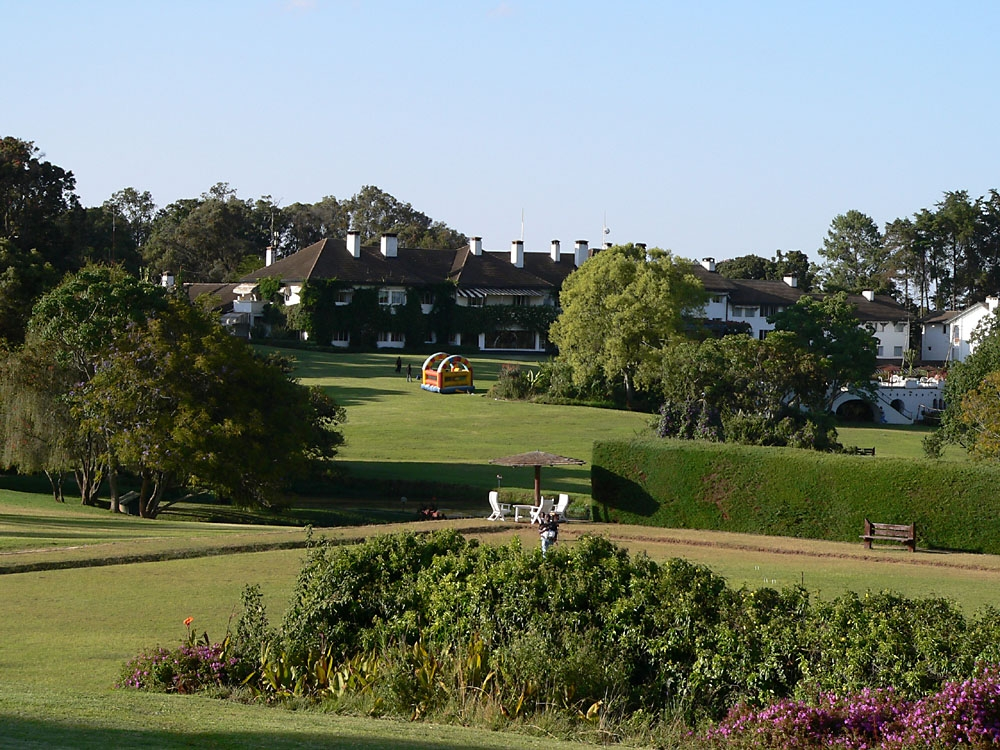
Mount Kenya Safari Club